# Palladio d'oro
La Palladio d'oro è un premio promosso dall'amministrazione comunale di Vicenza che viene consegnato a personaggi di spicco della cultura italiana.
Nato su idea e progetto dello scultore Francesco Rienzi e per volontà dell'allora sindaco Enrico Hüllweck nel 2003, il premio consiste in una penna stilografica d'oro, intarsiata a mano con elementi architettonici palladiani (specificatamente: Villa Emo, Villa Caldogno, la Basilica Palladiana, Palazzo Chiericati e Villa Capra detta la Rotonda). Il cappuccio è decorato di lapislazzuli e presenta, sulla sommità, lo stemma del comune. L'oggetto nasce per riassumere in sé le eccellenze che hanno contraddistinto nel passato e nel presente la città di Vicenza: l'architettura di Andrea Palladio e l'arte orafa.
I personaggi che hanno ricevuto il premio sono:
- Carlo Rubbia, fisico, Premio Nobel per la fisica nel 1984
- Giorgio Albertazzi, attore e regista
- Álvaro Siza, architetto
- András Schiff, musicista e compositore
- Claudio Baglioni, cantante
- Claudio Scimone, direttore d'orchestra
- Alessandro Frigiola, medico
- Ersilio Tonini, cardinale
- Roberto Bolle, ballerino
- Uto Ughi, musicista
- Bruno Vespa, giornalista
- Catherine Spaak, attrice

## Il progetto
“La Palladio” è il risultato di una ricerca volta ad estrapolare motivi decorativi e criteri progettuali riscontrabili nella maggior parte delle architetture palladiane, e l'osservazione guidata proposta di seguito chiarisce in modo più dettagliato come il legame tra il grande architetto vicentino sia riconoscibile in ciascun dettaglio della penna. Non per questo “La Palladio” va ritenuta il frutto di una sintesi dell'opera palladiana ma piuttosto di un'astrazione, in cui i riferimenti e le ispirazioni più dirette sono liberamente interpretate e mediate dalle necessità tecnico-formali dettate dalla specificità dell'oggetto penna.
Il primo elemento formale-decorativo di forte impatto visivo che caratterizza “La Palladio” è senza dubbio quello che richiama il frontone dentellato nella parte alta del cappuccio. Tale motivo architettonico, di chiara matrice classica e assai ricorrente nelle celeberrime ville palladiane, è stato rappresentato in modo che guardando la penna frontalmente (ovvero con il fermaglio rivolto verso l'osservatore) fosse possibile cogliere all'istante l'idea di casa, e quindi di architettura, offrendo uno scorcio ideale sulla sommità decorata di un timpano; un particolare che richiama su di sé l'attenzione in modo del tutto evidente anche per la voluta discontinuità di materiale e colore realizzata grazie alle capacità combinate di artigiani abili nella lavorazione dell'oro e della pietra.
Non casuale, naturalmente, la scelta della pietra, il lapislazzulo che, felicemente abbinato all'oro, completa e arricchisce “La Palladio” dal punto di vista decorativo; il richiamo naturalistico è palese non solo per il fatto che la pietra in quanto tale è essa stessa elemento naturale, ma perché per le sue caratteristiche estetiche, un blu intenso non uniforme “punteggiato di stelle”, è parso che il lapislazzulo fosse perfetto per costituire lo sfondo di un timpano.
Il motivo decorativo geometrico utilizzato nella parte centrale del cappuccio è ripreso da quello adottato più volte dal Palladio nei serramenti delle triple aperture ad arco, le “serliane”, che disegnano tipicamente le facciate delle sue ville (per es. Villa Caldogno, Villa Emo). Questo semplice decoro che “vestiva” gli ampi archi vetrati costituiva l'unico filtro tra gli spazi interni ed esterni consentendo una grande permeabilità visiva verso i giardini e la campagna, un altro modo di sottolineare il forte legame tra architettura e natura e un eccellente spunto grafico per l'arricchimento estetico de “La Palladio”.
Uno degli elementi architettonici più utilizzati nelle ville palladiane per “cucire” lo spazio costruito con l'ambiente esterno (la campagna veneta e gli splendidi giardini) è la scalinata. Su “La Palladio” le linee circolari di dislivello che assottigliano la penna rappresentano le scalinate e sono presenti sul cappuccio, nella parte inferiore, ed estesamente sul corpo, in modo regolare nella parte centrale e “a sfumare” verso l'infinito nella parte bassa.
La parte alta del corpo della penna, quella celata dal cappuccio, ossia il puntale, è ispirata ad una forma classica rinascimentale molto utilizzata per la realizzazione degli elementi verticali delle balaustre e naturalmente molto presente nelle architetture del Palladio (nonché in molti degli affreschi che abbelliscono gli interni delle ville). L'armoniosa morbidezza del profilo del puntale si contrappone alla rigida geometria della parte restante del corpo-penna; questa forma però non risponde ad una semplice scelta estetica ma risolve perfettamente le necessità funzionali ed ergonomiche ovvero quelle di dare alloggiamento al corpo-scrittura e consentire al tempo stesso una comoda impugnatura. Il collarino del puntale è arricchito da una coroncina dentata che riprende in orizzontale il motivo estetico del frontone.
Dal puntale emerge il pennino de “La Palladio” lo strumento tecnico per eccellenza di ogni penna: la sua linea, pur vincolata dalla funzione, risulta morbida e vicina a quella armoniosa del puntale. Il richiamo al maestro vicentino tuttavia è reso esplicito dal disegno e dalle scritte che anche questo elemento reca incise: una sintesi della pianta de “La Rotonda”, la più celebre delle ville palladiane, e una sigla APV, è riportata in forma di bassorilievo sul fondello del corpo-penna.
L'elemento estetico-decorativo tradizionalmente deputato a conferire valore ad una penna è la fascetta terminale del cappuccio, riproposta in questo caso in corrispondenza del fondello del corpo: “La Palladio”, con la realizzazione di questi decori, coglie l'opportunità di mostrare una volta di più l'abilità artigiana degli orafi vicentini. Le due fascette ripropongono l'elemento architettonico classico della trabeazione presente in numerose opere del Palladio (per es. la chiusura superiore della loggia di Casa Cornaro, Palazzo Chiericati, La Basilica di Vicenza, Villa Pisani); il motivo a metope e triglifi è intervallato da elementi in lapislazzulo incastonati.
Ne “La Palladio” il cappuccio costituisce l'elemento in cui si concentrano maggiormente i riferimenti concettuali all'arte dell'architetto vicentino; si è deciso di celebrare la città veneta inserendo sulla sommità della testa in lapislazzulo un terminale circolare sul quale è inciso un emblema, lo Stemma del Comune di Vicenza (nel quale ovviamente la corona patriziale Veneta, le medaglie al valor militare e i rami di quercia e alloro sono rappresentati in forma stilizzata).
Il cappuccio si completa con il fermaglio, un particolare di notevole spicco in cui il forte vincolo formale dato dalla funzione che deve assolvere ha “suggerito” al progettista la sua definizione estetica. L'immagine di un pennacchio che emerge dal tetto di una villa e ritaglia una porzione di cielo è quella che si è cercato di interpretare: ne “La Palladio” l'asta della clip riprende la forma di un pennacchio rovesciato e l'inserto in lapislazzulo ripropone liberamente quel “ritaglio di cielo” da cui prende ispirazione.
L'intera penna e ciascuno dei suoi elementi sono stati dimensionati rispettando l'unità di misura adottata dal Palladio, il Piede Vicentino che si suddivide in dodici once e quattro minuti; per necessità progettuali la più piccola frazione del Piede è stata ulteriormente divisa in quattro parti. La penna misura in altezza 178,5 mm, ovvero l'equivalente esatto di mezzo Piede Vicentino, ed è in rapporto 10:1 con la sua larghezza (diametro).
Tra gli elementi decorativo/evocativi presenti sulla penna, il motivo a metope e triglifi della trabeazione e il disegno della pianta de “La Rotonda” sono quelli riproposti sul cofanetto previsto per custodire “La Palladio”: la trabeazione ha qui un valore puramente decorativo di stampo classico e incornicia la pianta della villa che probabilmente rappresenta più di ogni altra l'idea di perfezione e armonia ricercata dal Palladio nelle sue opere. Il modo in cui si manifestano l'amore per la simmetria, il rapporto tra gli spazi interni, realizzato mediante l'uso dei numeri “perfetti” 10 e 6 che si ritrovano nelle proporzioni delle stanze interne, e lo stretto legame tra ambiente costruito e ambiente naturale, danno a questa splendida architettura un valore altamente simbolico e rappresentativo della figura e delle opere di Andrea Palladio.

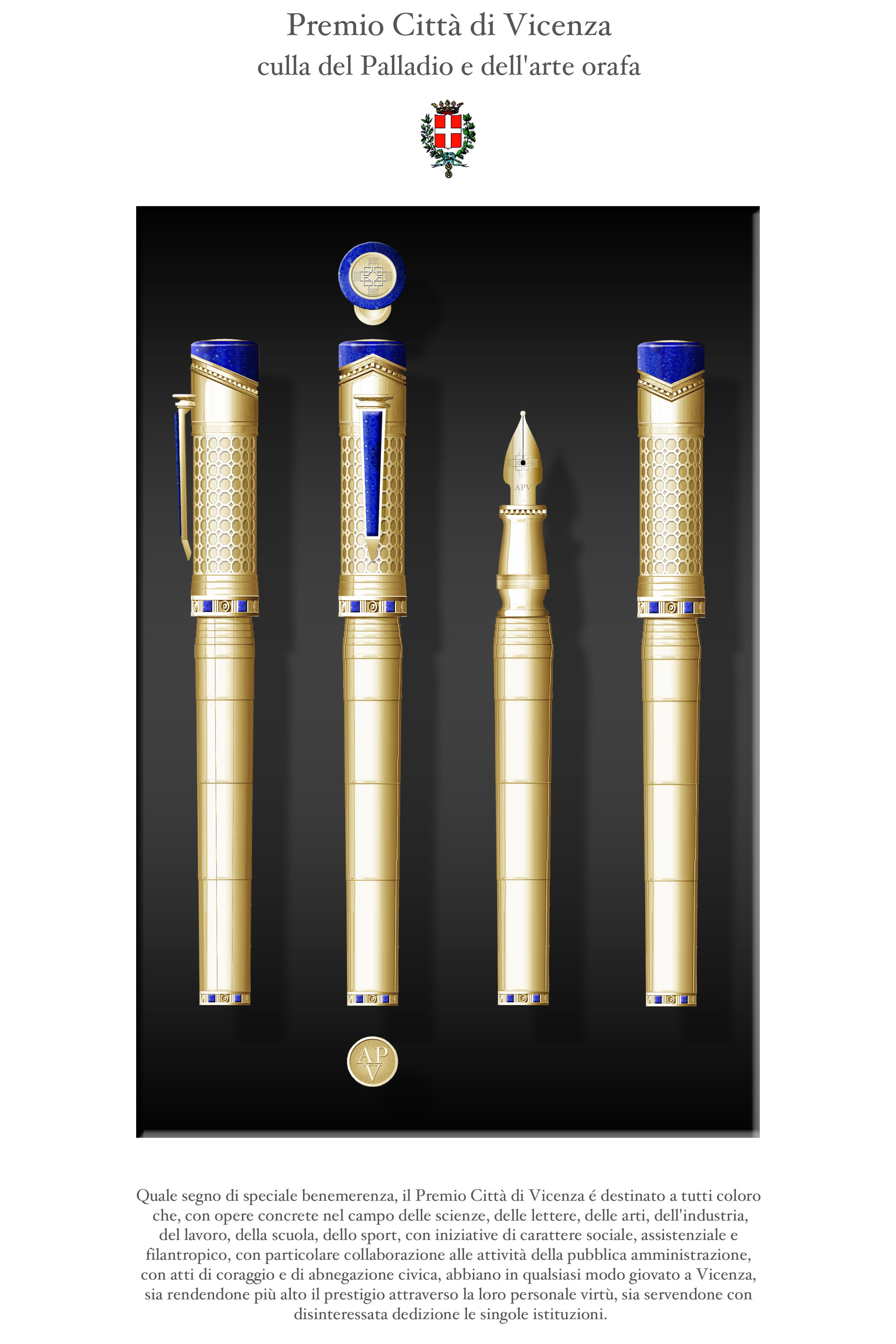
L a Palladio d'Oro: penna.

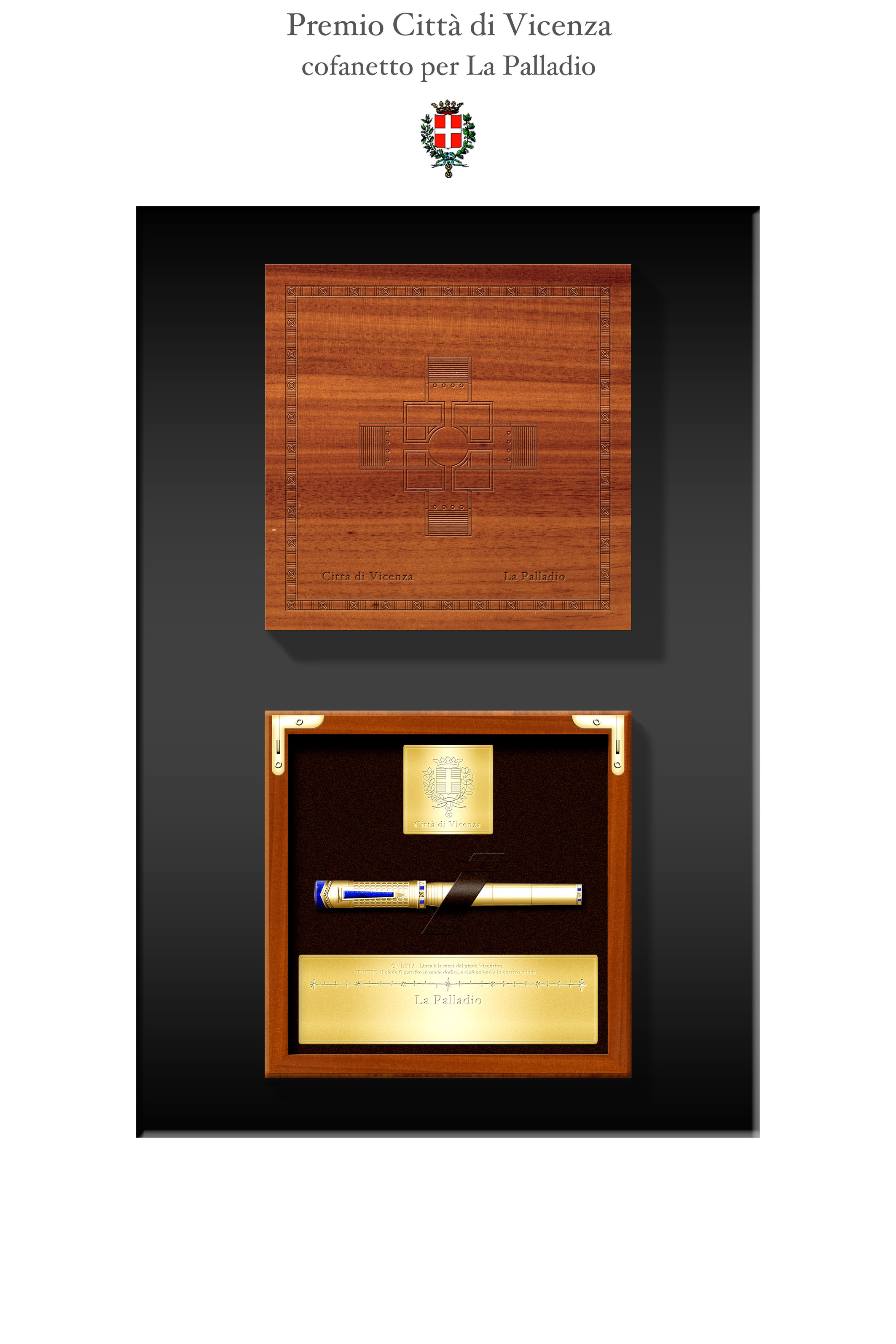
La Palladio d'Oro: cofanetto.

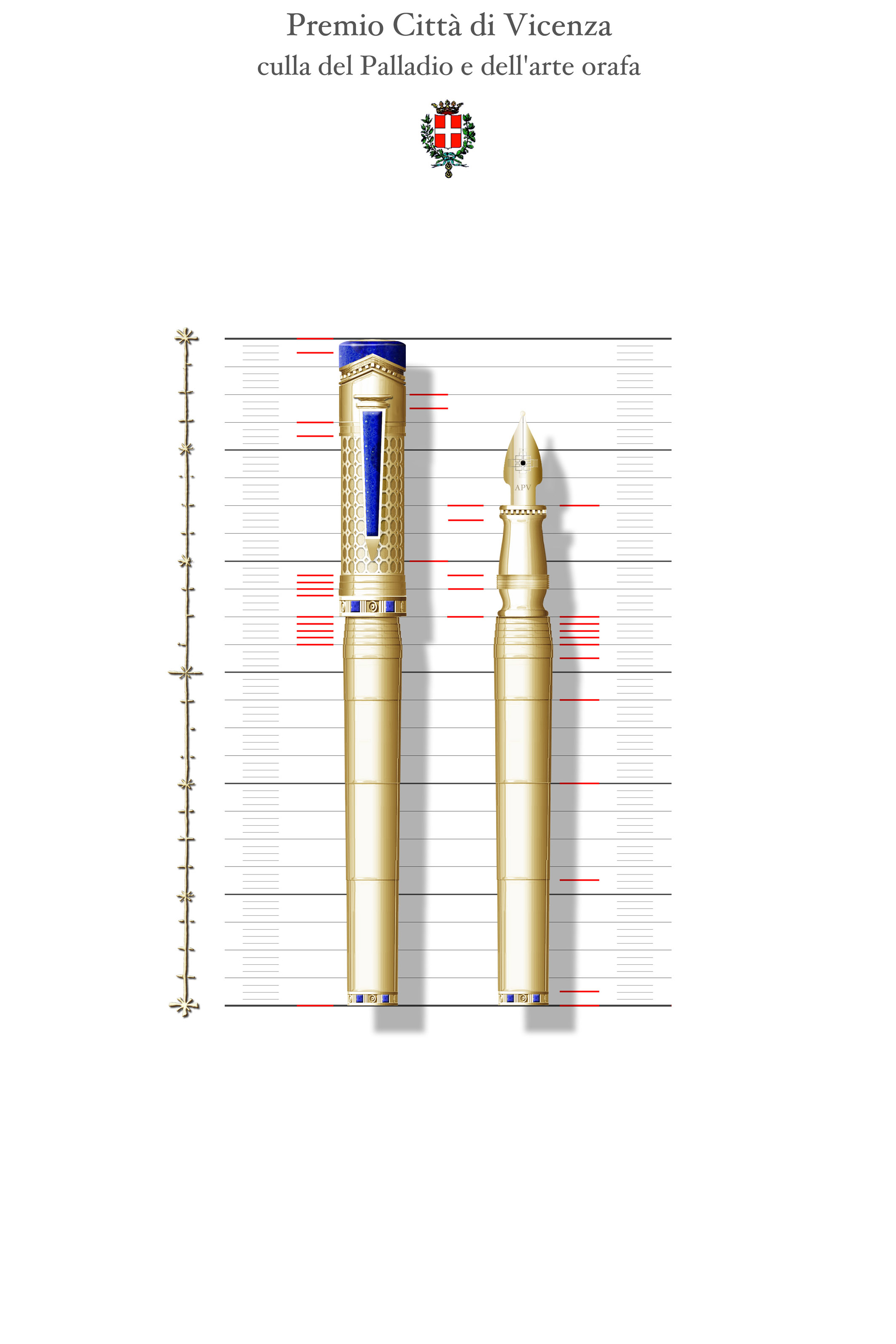
La Palladio d'Oro: proporzioni.